# Eva Korpela
Eva Korpela z d. Lundgren (ur. 31 października 1958 w Ulricehamn) – szwedzka biathlonistka, wielokrotna medalistka mistrzostw świata, a także dwukrotna zdobywczyni Pucharu Świata.

## Kariera
Pierwsze sukcesy osiągnęła podczas mistrzostw świata w Egg w 1985 roku. W biegu indywidualnym zdobyła tam brązowy medal, plasując się za Kaiją Parve z ZSRR i Norweżką Sanną Grønlid. Tym samym zdobyła pierwszy w historii kobiecego biathlonu medal dla Szwecji. Na rozgrywanych rok później mistrzostwach świata w Falun zdobyła medale we wszystkich trzech konkurencjach. W biegu indywidualnym zwyciężyła, zostając pierwszą w historii szwedzką mistrzynią świata w tej konkurencji. Następnie zajęła trzecie miejsce w sprincie, w którym wyprzedziły ją Kaija Parve i Nadija Biełowa. Ponadto wspólnie z Inger Björkbom i Sabiene Karlsson zdobyła też srebrny medal w sztafecie. Srebro w sztafecie zdobyła też rok później, na mistrzostwach świata w Lahti, startując z Inger Björkbom i Mią Stadig. Ostatnie medale wywalczyła podczas mistrzostw świata w Chamonix w 1988 roku. Najpierw była druga w sprincie, plasując się między Petrą Schaaf z RFN i Norweżką Anne Elvebakk. Parę dni później razem z Björkbom i Karlsson zajęła trzecie miejsce w sztafecie.
W zawodach Pucharu Świata zadebiutowała 6 stycznia 1984 roku w Falun, zajmując szóste miejsce w biegu indywidualnym. Tym samym już w debiucie zdobyła pierwsze punkty. Pierwszy raz na podium zawodów pucharowych stanęła 11 marca 1984 roku w Lygna, kończąc rywalizację w sprincie na drugiej pozycji. Rozdzieliła tam na podium swą rodaczkę - Anette Bouvin i Mette Mestad z Norwegii. W kolejnych startach jeszcze siedem razy stawała na podium zawodów tego cyklu, odnosząc jedno zwycięstwo: 14 lutego 1986 roku w Falun zwyciężyła w biegu indywidualnym w ramach mistrzostw świata. Najlepsze wyniki osiągnęła w sezonach 1985/1986 i 1986/1987, kiedy zwyciężała w klasyfikacji generalnej. Ponadto w sezonie 1984/1985 zajęła drugie miejsce, za Sanną Grønlid.

## Osiągnięcia

### Mistrzostwa świata
| Rok  | Miejscowość | Konkurencje | Konkurencje | Konkurencje | Konkurencje | Konkurencje | Konkurencje | Konkurencje |
| Rok  | Miejscowość | IN          | SP          | PU          | MS          | RL          | MR          | SR          |
| ---- | ----------- | ----------- | ----------- | ----------- | ----------- | ----------- | ----------- | ----------- |
| 1984 | Chamonix    | 16.         | 11.         | nd.         | nd.         | ?.          | nd.         | –           |
| 1985 | Egg         | 3.          | 6.          | nd.         | nd.         | ?.          | nd.         | –           |
| 1986 | Falun       | 1.          | 3.          | nd.         | nd.         | 2.          | nd.         | –           |
| 1987 | Lahti       | 9.          | 16.         | nd.         | nd.         | 2.          | nd.         | –           |
| 1988 | Chamonix    | 5.          | 2.          | nd.         | nd.         | 3.          | nd.         | –           |

### Puchar Świata

#### Miejsca w klasyfikacji generalnej
| Sezon     | Miejsce |
| --------- | ------- |
| 1983/1984 | 6.      |
| 1984/1985 | 2.      |
| 1985/1986 | 1.      |
| 1986/1987 | 1.      |
| 1987/1988 | 16.     |

#### Miejsca na podium w zawodach chronologicznie
| Lp. | Dzień      | Rok  | Miejscowość | Konkurencja                | Lokata | Pudła | Czas biegu | Strata  | Zwycięzca     |
| --- | ---------- | ---- | ----------- | -------------------------- | ------ | ----- | ---------- | ------- | ------------- |
| 1.  | 11 marca   | 1984 | Lygna       | Sprint na 7,5 km           | 2.     | 1     | 26:34,0    | +14,0   | Anette Bouvin |
| 2.  | 21 lutego  | 1985 | Egg         | Bieg indywidualny na 15 km | 3.     | 2+0+0 | 43:21,4    | +1:19,1 | Kaija Parve   |
| 3.  | 1 marca    | 1985 | Lahti       | Bieg indywidualny na 15 km | 3.     | 0+3+1 | 50:24,2    | +3:33,7 | Sanna Grønlid |
| 4.  | 3 marca    | 1985 | Lahti       | Sprint na 7,5 km           | 2.     | ?     | 22:23,9    | +55,4   | Siv Bråten    |
| 5.  | 14 lutego  | 1986 | Falun       | Bieg indywidualny na 15 km | 1.     | 0+0+1 | 37:46,9    | –       | –             |
| 6.  | 15 lutego  | 1986 | Falun       | Sprint na 7,5 km           | 3.     | 0+2   | 20:07,0    | +1:18,0 | Kaija Parve   |
| 7.  | 17 grudnia | 1987 | Hochfilzen  | Bieg indywidualny na 15 km | 2.     | 3+0+1 | 49:57,0    | +35,4   | Anne Elvebakk |
| 8.  | 18 lutego  | 1988 | Chamonix    | Sprint na 7,5 km           | 2.     | 0+1   | 19:33,0    | +14,3   | Petra Behle   |